# Golden Globe Award/Bestes Filmdrehbuch

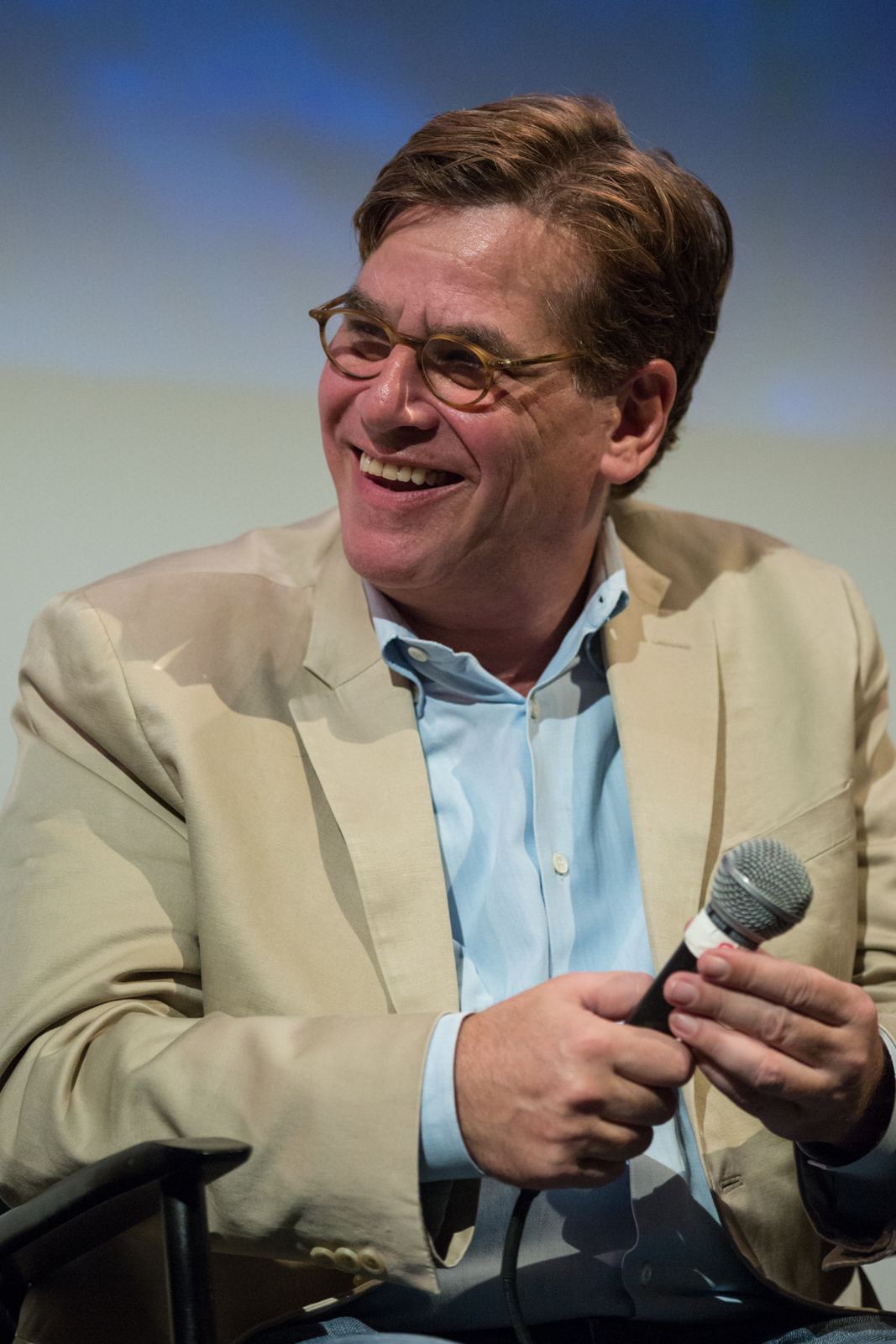
Aaron Sorkin

Gewinner und Nominierte des Golden Globe Award in der Kategorie Bestes Filmdrehbuch (Best Screenplay – Motion Picture), die die herausragendsten Leistungen von Drehbuchautoren des vergangenen Kalenderjahres prämiert. Die Kategorie wurde im Jahr 1948 ins Leben gerufen.
Im Gegensatz zur Oscarverleihung erfolgt keine Unterteilung nach Originaldrehbuch und Adaption. 43 Mal wurde der Preisträger später mit einem Oscar ausgezeichnet, zuletzt 2025 geschehen, mit der Preisvergabe an Peter Straughan für Konklave. Die seltene Ehre, in einem Jahr für zwei unterschiedliche Drehbücher nominiert zu werden, wurde 1975 dem US-Amerikaner Francis Ford Coppola (Der Dialog, Der Pate) und 1977 dessen Landsmann William Goldman (Der Marathon-Mann, Die Unbestechlichen) zuteil.
Ein Drehbuchautor aus dem deutschsprachigen Raum konnte sich erstmals 1949 in die Siegerliste einreihen, als der Zürcher Richard Schweizer (Die Gezeichneten) die Auszeichnung erhielt.
| Statistik                          | Name              | Anzahl | Jahr                                                    |
| ---------------------------------- | ----------------- | ------ | ------------------------------------------------------- |
| Häufigste Auszeichnungen           | Robert Bolt       | 3      | 1966, 1967, 1987                                        |
| Häufigste Auszeichnungen           | Quentin Tarantino | 3      | 1995, 2013, 2020                                        |
| Häufigste Auszeichnungen           | Aaron Sorkin      | 3      | 2011, 2016, 2021                                        |
| Häufigste Nominierungen (* = Sieg) | Aaron Sorkin      | 9      | 1993, 1996, 2008, 2011*, 2012, 2016*, 2018, 2021*, 2022 |
| Häufigste Nominierungen ohne Sieg  | Eric Roth         | 4      | 1995, 2000, 2006, 2009                                  |

Die unten aufgeführten Filme werden mit ihrem deutschen Verleihtitel (sofern ermittelbar) angegeben, danach folgt in Klammern in kursiver Schrift der fremdsprachige Originaltitel. Die Nennung des Originaltitels entfällt, wenn deutscher und fremdsprachiger Filmtitel identisch sind. Die Gewinner stehen hervorgehoben an erster Stelle.

## 1940er Jahre
1948
George Seaton – Das Wunder von Manhattan (Miracle on 34th Street)

1949
Richard Schweizer – Die Gezeichneten (The Search)

## 1950er Jahre
1950
Robert Pirosh – Kesselschlacht (Battleground)
- Walter Doniger – Blutige Diamanten (Rope of Sand)

1951
Joseph L. Mankiewicz – Alles über Eva (All About Eve)
- Charles Brackett, D. M. Marshman Jr. und Billy Wilder – Boulevard der Dämmerung (Sunset Boulevard)
- John Huston und Ben Maddow – Asphalt-Dschungel (The Asphalt Jungle)

1952
Robert Buckner – Sieg über das Dunkel (Bright Victory)

1953
Michael Wilson – Der Fall Cicero (Five Fingers)
- Carl Foreman – Zwölf Uhr mittags (High Noon)
- Clarence Greene und Russell Rouse – Ich bin ein Atomspion (The Thief)

1954
Helen Deutsch – Lili

1955
Ernest Lehman, Samuel A. Taylor und Billy Wilder – Sabrina

1956 – 1959
Preis nicht vergeben

## 1960er Jahre
1960 – 1965
Preis nicht vergeben

1966
Robert Bolt – Doktor Schiwago (Doctor Zhivago)
- Guy Green – Träumende Lippen (A Patch of Blue)
- Philip Dunne – Michelangelo – Inferno und Ekstase (The Agony and the Ecstasy)
- John Kohn und Stanley Mann – Der Fänger (The Collector)
- Stirling Silliphant – Stimme am Telefon (The Slender Thread)

(Das von John Melson, Milton Sperling und Philip Yordan verfasste Drehbuch zu Die letzte Schlacht (Battle of the Bulge) erhielt aufgrund eines Fehlers eine Nominierung, wurde aber später durch Inferno und Ekstase ersetzt.)

1967
Robert Bolt – Ein Mann zu jeder Jahreszeit (A Man for All Seasons)
- Robert Anderson – Kanonenboot am Yangtse-Kiang (The Sand Pebbles)
- Ernest Lehman – Wer hat Angst vor Virginia Woolf? (Who's Afraid of Virginia Woolf?)
- Bill Naughton – Der Verführer läßt schön grüßen (Alfie)
- William Rose – Die Russen kommen! Die Russen kommen! (The Russians Are Coming, The Russians Are Coming)

1968
Stirling Silliphant – In der Hitze der Nacht (In the Heat of the Night)
- Robert Benton und David Newman – Bonnie und Clyde (Bonnie and Clyde)
- Buck Henry und Calder Willingham – Die Reifeprüfung (The Graduate)
- Lewis John Carlino und Howard Koch – The Fox
- William Rose – Rat mal, wer zum Essen kommt (Guess Who's Coming to Dinner)

1969
Stirling Silliphant – Charly
- Mel Brooks – Frühling für Hitler (The Producers)
- James Goldman – Das Herz ist ein einsamer Jäger (The Heart Is a Lonely Hunter)
- Roman Polański – Rosemaries Baby (Rosemary's Baby)
- Dalton Trumbo – Ein Mann wie Hiob (The Fixer)

## 1970er Jahre
1970
Bridget Boland, John Hale und Richard Sokolove – Königin für tausend Tage (Anne of the Thousand Days)
- William Goldman – Zwei Banditen (Butch Cassidy and the Sundance Kid)
- John Mortimer – John und Mary (John and Mary)
- Waldo Salt – Asphalt-Cowboy (Midnight Cowboy)
- David Shaw – So reisen und so lieben wir (If It’s Tuesday, This Must Be Belgium)

1971
Erich Segal – Love Story
- Leslie Bricusse – Scrooge
- John Cassavetes – Husbands
- Carole Eastman und Bob Rafelson – Five Easy Pieces – Ein Mann sucht sich selbst (Five Easy Pieces)
- Ring Lardner Jr. – M.A.S.H. (MASH)

1972
Paddy Chayefsky – Hospital (The Hospital)
- John Hale – Maria Stuart, Königin von Schottland (Mary, Queen of Scots)
- Andy Lewis und David E. Lewis – Klute
- John Paxton – Opa kann’s nicht lassen (Kotch)
- Ernest Tidyman – Brennpunkt Brooklyn (The French Connection)

1973
Francis Ford Coppola und Mario Puzo – Der Pate (The Godfather)
- Jay Presson Allen – Cabaret
- I. A. L. Diamond und Billy Wilder – Avanti, Avanti!! (Avanti!)
- James Dickey – Beim Sterben ist jeder der Erste (Deliverance)
- Anthony Shaffer – Frenzy
- Neil Simon – Pferdewechsel in der Hochzeitsnacht (The Heartbreak Kid)

1974
William Peter Blatty – Der Exorzist (The Exorcist)
- Melvin Frank und Jack Rose – Mann, bist du Klasse! (A Touch of Class)
- Darryl Ponicsan – Zapfenstreich (Cinderella Liberty)
- Kenneth Ross – Der Schakal (The Day of the Jackal)
- David S. Ward – Der Clou (The Sting)

1975
Robert Towne – Chinatown
- John Cassavetes – Eine Frau unter Einfluß (A Woman Under the Influence)
- Francis Ford Coppola – Der Dialog (The Conversation)
- Francis Ford Coppola und Mario Puzo – Der Pate – Teil II (The Godfather Part II)
- Stirling Silliphant – Flammendes Inferno (The Towering Inferno)

1976
Bo Goldman und Lawrence Hauben – Einer flog über das Kuckucksnest (One Flew Over the Cuckoo's Nest)
- Peter Benchley und Carl Gottlieb – Der weiße Hai (Jaws)
- Frank R. Pierson – Hundstage (Dog Day Afternoon)
- Neil Simon – Die Sunny Boys (The Sunshine Boys)
- Joan Tewkesbury – Nashville

1977
Paddy Chayefsky – Network
- David Butler und Steve Shagan – Reise der Verdammten (Voyage of the Damned)
- William Goldman – Der Marathon-Mann (Marathon Man)
- William Goldman – Die Unbestechlichen (All the President’s Men)
- Paul Schrader – Taxi Driver
- Sylvester Stallone – Rocky

1978
Neil Simon – Der Untermieter (The Goodbye Girl)
- Woody Allen und Marshall Brickman – Der Stadtneurotiker (Annie Hall)
- Arthur Laurents – Am Wendepunkt (The Turning Point)
- Alvin Sargent – Julia
- Steven Spielberg – Unheimliche Begegnung der dritten Art (Close Encounters of the Third Kind)

1979
Oliver Stone – 12 Uhr nachts – Midnight Express (Midnight Express)
- Woody Allen – Innenleben (Interiors)
- Colin Higgins – Eine ganz krumme Tour (Foul Play)
- Robert C. Jones und Waldo Salt – Coming Home – Sie kehren heim (Coming Home)
- Paul Mazursky – Eine entheiratete Frau (An Unmarried Woman)
- Deric Washburn – Die durch die Hölle gehen (The Deer Hunter)

## 1980er Jahre
1980
Robert Benton – Kramer gegen Kramer2 (Kramer vs. Kramer)
- James Bridges, T. S. Cook und Mike Gray – Das China-Syndrom (The China Syndrome)
- Harriet Frank Jr. und Irving Ravetch – Norma Rae – Eine Frau steht ihren Mann (Norma Rae)
- Jerzy Kosiński – Willkommen Mr. Chance (Being There)
- Steve Tesich – Vier irre Typen – Wir schaffen alle, uns schafft keiner1 (Breaking Away)

1981
William Peter Blatty – The Ninth Configuration
- Eric Bergren und Christopher De Vore – Der Elefantenmensch (The Elephant Man)
- Lawrence B. Marcus – Der lange Tod des Stuntman Cameron (The Stunt Man)
- Mardik Martin und Paul Schrader – Wie ein wilder Stier (Raging Bull)
- Alvin Sargent – Eine ganz normale Familie2 (Ordinary People)

1982
Ernest Thompson – Am goldenen See2 (On Golden Pond)
- Alan Alda – Vier Jahreszeiten (The Four Seasons)
- Warren Beatty und Trevor Griffiths – Reds
- Kurt Luedtke – Die Sensationsreporterin (Absence of Malice)
- Harold Pinter – Die Geliebte des französischen Leutnants (The French Lieutenant’s Woman)

1983
John Briley – Gandhi1
- Constantin Costa-Gavras und Donald Stewart – Vermißt2 (Missing)
- Larry Gelbart und Murray Schisgal – Tootsie
- David Mamet – The Verdict – Die Wahrheit und nichts als die Wahrheit (The Verdict)
- Melissa Mathison – E.T. – Der Außerirdische (E.T. the Extra-Terrestrial)

1984
James L. Brooks – Zeit der Zärtlichkeit2 (Terms of Endearment)
- Barbara Benedek und Lawrence Kasdan – Der große Frust (The Big Chill)
- Julius J. Epstein – Ruben, Ruben (Reuben, Reuben)
- Ronald Harwood – Ein ungleiches Paar (The Dresser)
- Willy Russell – Rita will es endlich wissen (Educating Rita)

1985
Peter Shaffer – Amadeus2
- Robert Benton – Ein Platz im Herzen1 (Places in the Heart)
- Charles Fuller – Sergeant Waters – Eine Soldatengeschichte (A Soldier’s Story)
- David Lean – Reise nach Indien (A Passage to India)
- Bruce Robinson – The Killing Fields – Schreiendes Land (The Killing Fields)

1986
Woody Allen – The Purple Rose of Cairo
- Richard Condon und Janet Roach – Die Ehre der Prizzis (Prizzi's Honor)
- Bob Gale und Robert Zemeckis – Zurück in die Zukunft (Back to the Future)
- William Kelley und Earl W. Wallace – Der einzige Zeuge1 (Witness)
- Kurt Luedtke – Jenseits von Afrika2 (Out of Africa)

1987
Robert Bolt – Mission (The Mission)
- Woody Allen – Hannah und ihre Schwestern1 (Hannah and Her Sisters)
- Neil Jordan und David Leland – Mona Lisa
- David Lynch – Blue Velvet
- Oliver Stone – Platoon

1988
Bernardo Bertolucci, Mark Peploe und Enzo Ungari – Der letzte Kaiser2 (The Last Emperor)
- John Boorman – Hope and Glory
- James L. Brooks – Nachrichtenfieber – Broadcast News (Broadcast News)
- David Mamet – Haus der Spiele (House of Games)
- John Patrick Shanley – Mondsüchtig1 (Moonstruck)

1989
Naomi Foner – Die Flucht ins Ungewisse (Running on Empty)
- Ronald Bass und Barry Morrow – Rain Man1
- Robert Caswell und Fred Schepisi – Ein Schrei in der Dunkelheit (A Cry in the Dark)
- Chris Gerolmo – Mississippi Burning – Die Wurzel des Hasses (Mississippi Burning)
- Kevin Wade – Die Waffen der Frauen (Working Girl)

## 1990er Jahre
1990
Oliver Stone und Ron Kovic – Geboren am 4. Juli (Born on the Fourth of July)
- Nora Ephron – Harry und Sally (When Harry met Sally…)
- Kevin Jarre – Glory
- Spike Lee – Do The Right Thing (Do the Right Thing)
- Tom Schulman – Der Club der toten Dichter1 (Dead Poets Society)
- Steven Soderbergh – Sex, Lügen und Video (Sex, Lies, and Videotape)

1991
Michael Blake – Der mit dem Wolf tanzt2 (Dances with Wolves)
- Francis Ford Coppola und Mario Puzo – Der Pate III (The Godfather Part III)
- Nicholas Kazan – Die Affäre der Sunny von B. (Reversal of Fortune)
- Barry Levinson – Avalon
- Nicholas Pileggi und Martin Scorsese – GoodFellas – Drei Jahrzehnte in der Mafia (Goodfellas)

1992
Callie Khouri – Thelma & Louise1
- Lawrence Kasdan und Meg Kasdan – Grand Canyon – Im Herzen der Stadt (Grand Canyon)
- Oliver Stone und Zachary Sklar – JFK – Tatort Dallas (JFK)
- Ted Tally – Das Schweigen der Lämmer2 (The Silence of the Lambs)
- James Toback – Bugsy

1993
Bo Goldman – Der Duft der Frauen (Scent of a Woman)
- David Webb Peoples – Erbarmungslos (Unforgiven)
- Ruth Prawer Jhabvala – Wiedersehen in Howards End2 (Howards End)
- Aaron Sorkin – Eine Frage der Ehre (A Few Good Men)
- Michael Tolkien – The Player

1994
Steven Zaillian – Schindlers Liste2 (Schindler’s List)
- Robert Altman und Frank Barhydt – Short Cuts
- Jane Campion – Das Piano1 (The Piano)
- Ron Nyswaner – Philadelphia
- Ruth Prawer Jhabvala – Was vom Tage übrig blieb (The Remains of the Day)

1995
Quentin Tarantino – Pulp Fiction1
- Paul Attanasio – Quiz Show
- Richard Curtis – Vier Hochzeiten und ein Todesfall (Four Weddings and a Funeral)
- Frank Darabont – Die Verurteilten (The Shawshank Redemption)
- Eric Roth – Forrest Gump2

1996
Emma Thompson – Sinn und Sinnlichkeit2 (Sense and Sensibility)
- Patrick Sheane Duncan – Mr. Holland’s Opus
- Scott Frank – Schnappt Shorty (Get Shorty)
- Tim Robbins – Dead Man Walking – Sein letzter Gang (Dead Man Walking)
- Aaron Sorkin – Hallo, Mr. President (The American President)
- Randall Wallace – Braveheart

1997
Scott Alexander und Larry Karaszewski – Larry Flynt – Die nackte Wahrheit (The People vs. Larry Flynt)
- Ethan Coen und Joel Coen – Fargo1
- Anthony Minghella – Der englische Patient (The English Patient)
- Jan Sardi – Shine – Der Weg ins Licht (Shine)
- John Sayles – Lone Star

1998
Ben Affleck und Matt Damon – Good Will Hunting1
- Mark Andrus und James L. Brooks – Besser geht’s nicht (As Good as It Gets)
- James Cameron – Titanic
- Curtis Hanson und Brian Helgeland – L.A. Confidential2
- Hilary Henkin und David Mamet – Wag the Dog – Wenn der Schwanz mit dem Hund wedelt (Wag the Dog)

1999
Marc Norman und Tom Stoppard – Shakespeare in Love1
- Warren Beatty und Jeremy Pikser – Bulworth
- Andrew Niccol – Die Truman Show (The Truman Show)
- Robert Rodat – Der Soldat James Ryan (Saving Private Ryan)
- Todd Solondz – Happiness

## 2000er Jahre
2000
Alan Ball – American Beauty1
- John Irving – Gottes Werk & Teufels Beitrag2 (The Cider House Rules)
- Charlie Kaufman – Being John Malkovich
- Michael Mann und Eric Roth – Insider (The Insider)
- M. Night Shyamalan – The Sixth Sense – Der Sechste Sinn (The Sixth Sense)

2001
Stephen Gaghan – Traffic – Macht des Kartells2 (Traffic)
- Cameron Crowe – Almost Famous – Fast berühmt1 (Almost Famous)
- Steven Kloves – Die WonderBoys (Wonder Boys)
- Kenneth Lonergan – You Can Count on Me
- Douglas Wright – Quills – Macht der Besessenheit (Quills)

2002
Akiva Goldsman – A Beautiful Mind – Genie und Wahnsinn2 (A Beautiful Mind)
- Ethan Coen und Joel Coen – The Man Who Wasn’t There
- Julian Fellowes – Gosford Park1
- David Lynch – Mulholland Drive – Straße der Finsternis (Mulholland Dr.)
- Christopher Nolan – Memento

2003
Alexander Payne und Jim Taylor – About Schmidt
- Bill Condon – Chicago
- David Hare – The Hours – Von Ewigkeit zu Ewigkeit (The Hours)
- Todd Haynes – Dem Himmel so fern (Far from Heaven)
- Charlie Kaufman und Donald Kaufman – Adaption – Der Orchideen-Dieb (Adaptation.)

2004
Sofia Coppola – Lost in Translation1
- Richard Curtis – Tatsächlich… Liebe (Love Actually)
- Brian Helgeland – Mystic River
- Anthony Minghella – Unterwegs nach Cold Mountain (Cold Mountain)
- Jim Sheridan, Kirsten Sheridan und Naomi Sheridan – In America

2005
Alexander Payne und Jim Taylor – Sideways2
- Charlie Kaufman – Vergiss mein nicht!1 (Eternal Sunshine of the Spotless Mind)
- John Logan – Aviator (The Aviator)
- David Magee – Wenn Träume fliegen lernen (Finding Neverland)
- Patrick Marber – Hautnah (Closer)

2006
Larry McMurtry und Diana Ossana – Brokeback Mountain2
- Woody Allen – Match Point
- George Clooney und Grant Heslov – Good Night, and Good Luck (Good Night, and Good Luck.)
- Paul Haggis und Robert Moresco – L.A. Crash1 (Crash)
- Tony Kushner und Eric Roth – München (Munich)

2007
Peter Morgan – Die Queen (The Queen)
- Guillermo Arriaga – Babel
- Todd Field und Tom Perrotta – Little Children
- Patrick Marber – Tagebuch eines Skandals (Notes on a Scandal)
- William Monahan – Departed – Unter Feinden2 (The Departed)

2008
Ethan und Joel Coen – No Country for Old Men2
- Diablo Cody – Juno1
- Christopher Hampton – Abbitte (Atonement)
- Ronald Harwood – Schmetterling und Taucherglocke (Le scaphandre et le papillon)
- Aaron Sorkin – Der Krieg des Charlie Wilson (Charlie Wilson’s War)

2009
Simon Beaufoy – Slumdog Millionär2 (Slumdog Millionaire)
- David Hare – Der Vorleser (The Reader)
- Peter Morgan – Frost/Nixon
- Eric Roth und Robin Swicord – Der seltsame Fall des Benjamin Button (The Curious Case of Benjamin Button)
- John Patrick Shanley – Glaubensfrage (Doubt)

## 2010er Jahre
2010
Jason Reitman und Sheldon Turner – Up in the Air
- Neill Blomkamp und Terri Tatchell – District 9
- Mark Boal – Tödliches Kommando – The Hurt Locker1 (The Hurt Locker)
- Nancy Meyers – Wenn Liebe so einfach wäre (It’s Complicated)
- Quentin Tarantino – Inglourious Basterds

2011
Aaron Sorkin – The Social Network2
- Danny Boyle und Simon Beaufoy – 127 Hours
- Lisa Cholodenko und Stuart Blumberg – The Kids Are All Right
- Christopher Nolan – Inception
- David Seidler – The King’s Speech1

2012
Woody Allen – Midnight in Paris1
- Michel Hazanavicius – The Artist
- Alexander Payne, Nat Faxon und Jim Rash – The Descendants – Familie und andere Angelegenheiten (The Descendants)2
- George Clooney, Grant Heslov und Beau Willimon – The Ides of March – Tage des Verrats (The Ides of March)
- Steven Zaillian, Aaron Sorkin – Die Kunst zu gewinnen – Moneyball (Moneyball)

2013
Quentin Tarantino – Django Unchained1
- Mark Boal – Zero Dark Thirty
- Tony Kushner – Lincoln
- David O. Russell – Silver Linings (Silver Linings Playbook)
- Chris Terrio – Argo2

2014
Spike Jonze – Her1
- Bob Nelson – Nebraska
- Jeff Pope und Steve Coogan – Philomena
- John Ridley – 12 Years a Slave2
- Eric Warren Singer und David O. Russell – American Hustle

2015
Alejandro González Iñárritu, Nicolás Giacobone, Alexander Dinelaris junior und Armando Bó – Birdman oder (Die unverhoffte Macht der Ahnungslosigkeit)1 (Birdman or (The Unexpected Virtue of Ignorance))
- Wes Anderson – Grand Budapest Hotel (The Grand Budapest Hotel)
- Gillian Flynn – Gone Girl – Das perfekte Opfer (Gone Girl)
- Richard Linklater – Boyhood
- Graham Moore – The Imitation Game – Ein streng geheimes Leben2 (The Imitation Game)

2016
Aaron Sorkin – Steve Jobs
- Emma Donoghue – Raum (Room)
- Tom McCarthy und Josh Singer – Spotlight1
- Adam McKay und Charles Randolph – The Big Short2
- Quentin Tarantino – The Hateful Eight

2017
Damien Chazelle – La La Land
- Tom Ford – Nocturnal Animals
- Barry Jenkins – Moonlight2
- Kenneth Lonergan – Manchester by the Sea1
- Taylor Sheridan – Hell or High Water

2018
Martin McDonagh – Three Billboards Outside Ebbing, Missouri
- Greta Gerwig – Lady Bird
- Liz Hannah und Josh Singer – Die Verlegerin (The Post)
- Aaron Sorkin – Molly’s Game – Alles auf eine Karte (Molly’s Game)
- Guillermo del Toro und Vanessa Taylor – Shape of Water – Das Flüstern des Wassers (The Shape of Water)

2019
Brian Hayes Currie, Peter Farrelly und Nick Vallelonga – Green Book – Eine besondere Freundschaft1 (Green Book)
- Alfonso Cuarón – Roma
- Deborah Davis und Tony McNamara – The Favourite – Intrigen und Irrsinn (The Favourite)
- Barry Jenkins – If Beale Street Could Talk
- Adam McKay – Vice – Der zweite Mann (Vice)

## 2020er Jahre
2020
Quentin Tarantino – Once Upon a Time in Hollywood
- Noah Baumbach – Marriage Story
- Bong Joon-ho und Han Jin-won – Parasite1
- Anthony McCarten – Die zwei Päpste (The Two Popes)
- Steven Zaillian – The Irishman

2021
Aaron Sorkin – The Trial of the Chicago 7
- Emerald Fennell – Promising Young Woman1
- Jack Fincher – Mank
- Christopher Hampton, Florian Zeller – The Father2
- Chloe Zhao – Nomadland

2022
Kenneth Branagh – Belfast1
- Paul Thomas Anderson – Licorice Pizza
- Jane Campion – The Power of the Dog
- Adam McKay – Don’t Look Up
- Aaron Sorkin – Being the Ricardos

2023
Martin McDonagh – The Banshees of Inisherin
- Todd Field – Tár
- Dan Kwan, Daniel Scheinert – Everything Everywhere All at Once1
- Sarah Polley – Die Aussprache2 (Women Talking)
- Steven Spielberg, Tony Kushner – Die Fabelmans (The Fabelmans)

2024
Justine Triet und Arthur Harari – Anatomie eines Falls1 (Anatomie d’une chute)
- Greta Gerwig und Noah Baumbach – Barbie
- Tony McNamara – Poor Things
- Christopher Nolan – Oppenheimer
- Eric Roth und Martin Scorsese – Killers of the Flower Moon
- Celine Song – Past Lives – In einem anderen Leben (Past Lives)

2025
Peter Straughan  – Konklave2 (Conclave)
- Jacques Audiard – Emilia Pérez
- Sean Baker – Anora1
- Brady Corbet, Mona Fastvold – Der Brutalist (The Brutalist)
- Jesse Eisenberg – A Real Pain
- Coralie Fargeat – The Substance

1 = Film, der mit dem Oscar für das Beste Originaldrehbuch ausgezeichnet wurde.
2 = Film, der mit dem Oscar für das Beste adaptierte Drehbuch ausgezeichnet wurde.